# 米哈伊爾科格爾尼恰努鄉 (雅洛米察縣)
44°41′N 27°42′E / 44.683°N 27.700°E
米哈伊爾科格爾尼恰努鄉（羅馬尼亞語：Comuna Mihail Kogălniceanu, Ialomița），是羅馬尼亞的鄉份，位於該國南部，由雅洛米察縣負責管轄，面積86平方公里，海拔高度14米，2007年人口3,263，人口密度每平方公里38人。